# Presidencia de la Plaza
Presidencia de la Plaza è una cittadina dell'Argentina, situata nella provincia del Chaco, capoluogo dell'omonimo dipartimento.

## Geografia
Presidencia de la Plaza sorge nella regione geografica del Chaco Austral, a 108 km a nord-ovest dal capoluogo provinciale Resistencia.

## Storia
La cittadina fu fondata nel 1910 con la costruzione della ferrovia Barranqueras-Metán. Fu intitolata al presidente argentino Victorino de la Plaza.